# Ross Ford
Ross William Ford (* 23. April 1984 in Edinburgh) ist ein nicht mehr aktiver schottischer Rugby-Union-Spieler, der auf der Position des Haklers eingesetzt wurde. Er war Teil der schottischen Nationalmannschaft und für Edinburgh Rugby aktiv.
Ford war Kapitän der U16-Nationalmannschaft und Teil der schottischen Auswahl bei den Commonwealth Games 2002 im Siebener-Rugby. Zudem spielte er für die U18-, U19- und U21-Nationalmannschaft. Im Jahr 2003 wurde er von den Border Reivers verpflichtet. Er gab sein Debüt in der Herrennationalmannschaft im Jahr 2004 gegen Australien. Zwei Jahre später, nach neun Einsätzen als Einwechselspieler, wurde er erstmals in der Startformation Schottlands eingesetzt.
Ford nahm 2007 an der Weltmeisterschaft teil. Im Sommer des Jahres war er zu den Glasgow Warriors gewechselt, nachdem die Border Reivers aufgelöst wurden. Der schottische Verband übernahm im Oktober wieder die Leitung von Edinburgh Rugby und Ford wurde verpflichtet. Im Jahr 2009 wurde er nach der Verletzung von Jerry Flannery für die Südafrika-Tour der British and Irish Lions nominiert. Er wurde im abschließenden Spiel eingewechselt.